# Eucereon chosica
Eucereon chosica är en fjärilsart som beskrevs av William Schaus 1924. Eucereon chosica ingår i släktet Eucereon och familjen björnspinnare. Inga underarter finns listade i Catalogue of Life.